# Цибулеве
Цибуле́ве — село в Україні, у Дмитрівській сільській громаді Кропивницького району Кіровоградської області. Інші назви села — Цибулівський Шанець, Цибулів. Населення становить 1 234 особи. Колишній центр Цибулівської сільської ради.

## Географія
У селі річка Боданівка у річку Інгулець.

## Історія
В 1730-х роках Цибулеве поряд з Криловим та Архангелогородом було одним з перших поселень, розташованих на тій частині Правобережжя, що нині входить до складу Кіровоградщини (так звані «задніпрські місця»).
У 1752-1764 роках тут була 15-а рота Новосербського гусарського полку.
Станом на 1772 рік, у Цибулівському шанці існувала дерев'яна однопрестольна Покровська церква, перша згадка про яку датується 1732 роком. Її священиком з 1761 року був Федір Андреєв, який отримав грамоту від преосвященного Гервасія Переяславського. Церква підпорядковувалась Новомиргородському духовному Правлінню.
Станом на 1886 рік, у селі Красносільської волості Олександрійського повіту Херсонської губернії мешкало 4657 осіб, налічувалось 722 дворових господарства, існувала православна церква, відбувались базари по неділях.
05.02.1965 Указом Президії Верховної Ради Української РСР передано Цибулівську сільраду Олександрівського району до складу Знам'янського району.

## Військові діячіХолодноярської республіки
Кібець-Бондаренко Микола Степанович народився 1896 року в с. Цибулеве — отаман українських повстанців, що діяли на території теперішнього Знам'янського р-ну (Кіровоградська обл.) у 1920 р., входив до загону Пилипа Хмари.
Дорошенко Михайло народився 1899 р.в с. Цибулеве- підхорунжий Чорноліського полку, автор книги «Стежками холодноярськими», 1873 р., м. Філадельфія, США (теперішній час видана в Україні), книги «Українська трагедія», 1980 р., Нью-Йорк, США.

## Населення
Згідно з переписом УРСР 1989 року чисельність наявного населення села становила 2002 особи, з яких 872 чоловіки та 1130 жінок.
За переписом населення України 2001 року в селі мешкали 1782 особи.

### Мова
Розподіл населення за рідною мовою за даними перепису 2001 року:
| Мова       | Відсоток |
| ---------- | -------- |
| українська | 95,55 %  |
| російська  | 2,84 %   |
| молдовська | 0,89 %   |
| вірменська | 0,39 %   |
| білоруська | 0,06 %   |
| інші       | 0,27 %   |

## Видатні люди
- Кібець-Бондаренко Микола Степанович — отаман українських повстанців.
- Ткаченко Іван Гурович. Народився 5 лютого 1919 в селі Цибулеве — український педагог. Герой Соціалістичної Праці (1971).
- Літус Микола Гнатович. Народився 15 січня 1925 в Цибулевому — український кінорежисер.
- Федоров Іван Логінович (29.01.1902р.-2.02.1970р.) -генерал-майор авіації.
- Білоус Володимир Васильович закінчив 1954 р. Цибулвську СШ, автор історично-художньої книжки «У вирі вогню та омани», вид «Сучасний письменник», 2008 р., автор худудожньо-документальної книжки «МОВА чи „нарєчіє“», вид. «ЮНІВЕРС», Київ, 2016 р., автор художньо-документальної книжки "Гіркі яблука", вид. "ЮНІВЕРС", Київ, 2021 р., автор художньо -документальної книжки "Доле-доленько" вид. "АртЕк", Київ  2024 р., упорядник книжки поезій свого батька ( учителя Цибулівської СШ) Білоуса Василя Тимофійовича "Ритми зраненого сердця", видавництвот "Сучасний письменник", Київ, 2009 р.; відомий учений розробник авіаційних радіогідроакустичних систем і гідроакустичних станцій, автор більше ніж 90 наукових робіт і винаходів, в свої 85  років успішно очолює колектив розробників з перелічених напрямків. Лауреат Премії Кабінету Міністрів України за розроблення і впровадження іноваційних технологій (Розпорядження КМУ № 916-р від 18 ховтня 2022 р.)
- Білоус Василь Тимофійович учитель Цибулівської СШ, автор книжки поезій "Ритми зраненого серця"- ( видавництво "Сучасний письменник" Київ, 2009 р.), написаних в 1956 - 1987 р.р. в с. Цибулеве в яких окрім лірики міститься  критика тогочасної радянської дійсності і які актуальні в теперішній час, а їх автор в передмові до цієї книжки, написаній відомим українським письменником, Лауреатом Державної премії України ім. Т..Г. Шевчвнка Володимиром Коломійцем, названий - поетом , утраченим для своїх сучасників.